# Livéo
Livéo était un réseau de transport interurbain régional de la Bourgogne-Franche-Comté exploité par Transdev Pays d'Or. Il proposait des lignes régionales entre Besançon et Vesoul.

## Lignes
Le réseau était composé de trois lignes qui exercent la liaison Besançon - Vesoul.
- Besançon-Centre Saint Pierre - Gare de Vesoul, trajet direct (14 allers-retours/j)
- Besançon-Centre Saint Pierre - Gare de Vesoul via Rioz, omnibus (8 allers-retours/j)
- Gare de Besançon Franche-Comté TGV - Gare de Vesoul via Rioz, omnibus (4 allers-retours/j)

Auparavant, le réseau Livéo possédait une liaison Besançon-Gray, mais elle a été reprise par le réseau bourguignon Mobigo en décembre 2017.
Les trois autres lignes ont été reprises par le réseau interurbain de la Bourgogne-Franche-Comté, en 2018.

## Le matériel roulant

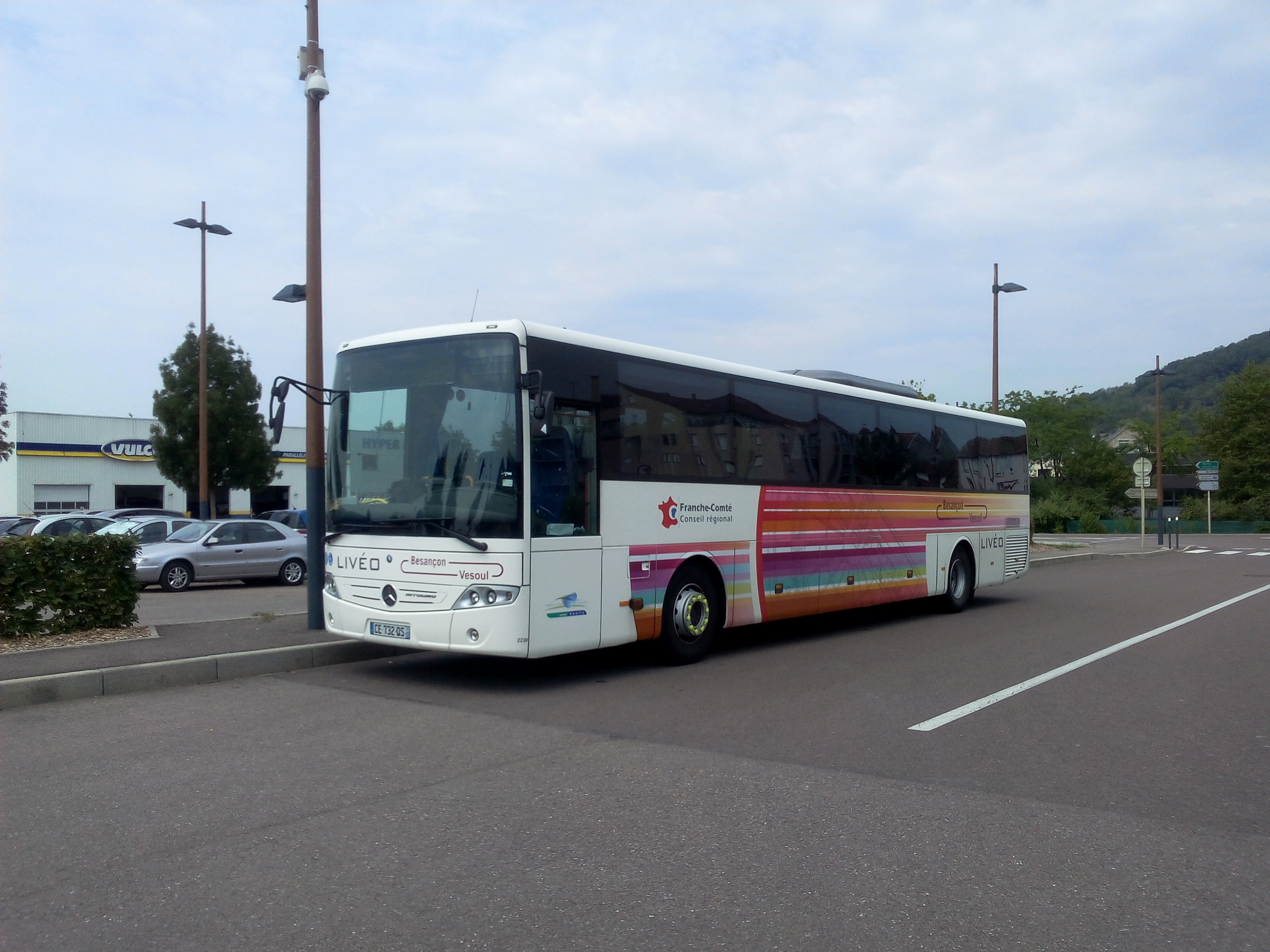
Car Liveo de la société Keolis Monts-Jura.

En 2018, ce sont des Mercedes Intouro mis en service en 2011-12 qui assurent l'ensemble des services (y compris la liaison Besançon-Gray). Auparavant, les services étaient assurés par des Setra S315 ou des Irisbus Illiade. L'exploitant de tout le matériel est Keolis Monts Jura, jusqu'au 10 décembre 2018, après c'est Transdev Pays d'Or qui récupère les 3 lignes.

### Sources et références
- Lignes régionales Besançon-Vesoul et Besançon-Gray